# Молденке, Харольд Норман
Харольд Норман Молденке (англ. Harold Norman Moldenke; 1909—1996) — американский ботаник-систематик.

## Биография
Харольд Норман Молденке родился в 1909 году в штате Нью-Джерси в семье египтолога Чарльза Молденке и Софии Хейнс.
Учился в Саскуэханнском университете в Пенсильвании, в 1929 году получил степень бакалавра. С 1929 года Молденке работал временным ассистентом в Нью-Йоркском ботаническом саду. Харольд продолжил обучение в Колумбийском университете в Нью-Йорке, стал доктором философии по ботанике в 1934 году. В 1942 году Молденке женился на Альме Лэнс Эриксон. До 1952 года Харольд преподавал в Нью-Йоркском ботаническом саду, затем стал директором Музея Трэйлсайд в Нью-Джерси. Также он преподавал в Ньюаркском колледже (ныне — Кейнский университет). С 1967 года Молденке был профессором Патерсонского колледжа (ныне — Университет Уильяма Патерсона). В 1972 году Харольд Норман ушёл на пенсию.
В 1984 году Молденке продал большую часть своих гербария и библиотеки Техасскому университету в Остине. 7 января 1996 года Харольд Норман скончался.
В 1933 году Молденке основал ботанический журнал Phytologia, до 1989 года был его главным редактором.

## Некоторые научные работы
- Moldenke, H.N. (1934). The observed flora of Watchung. Ed. 3, 59 p.
- Moldenke, H.N. (1938). Cultivated plants. 41 p.
- Traub, H.P.; Moldenke, H.N. (1949). Amaryllidaceae: Tribe Amarylleae. 194 p.
- Moldenke, H.N.; Moldenke, A.L. (1952) Plants of the Bible. 328 p.

## Роды растений, названные в честь Х. Н. Молденке
- Moldenkea Traub, 1951 [syn.  Hippeastrum Herb., 1821, nom. cons.]
- Moldenkeanthus Morat, 1976 [syn.  Paepalanthus Mart., 1834, nom. cons.]